# Борка ди Кадоре
Бо̀рка ди Кадо̀ре (на италиански: Borca di Cadore; на ладински: Borcia, Борча) е село и община в Северна Италия, провинция Белуно, регион Венето. Разположено е на 942 m надморска височина. Населението на общината е 768 души (към 2014 г.).